# Nazarenko
Nazarenko je priimek več oseb:
- Sergej Jurijovič Nazarenko, ukrajinski nogometaš
- Tihon Nikolajevič Nazarenko, sovjetski general